# Johann Steffens
Johann Steffens (Itzehoe, 1560 - Lüneburg, 1616) fou un organista i compositor alemany del Renaixement.
Va exercir la seva professió a Lüneburg i gaudí de gran fama com a concertista, sent cridat el 1596 a Groninga per la recepció del gran orgue d'aquella ciutat.
D'aquest autor es coneixen: Neue teutsche Gesang nach art der Madrigalien, de 4 a 8 veus (2 parts, Nuremberg, 1599), i Neue teutsche weltliche Madrigalien und Balleten sowohl mit lebendligten Stimmen als auf allerhand musikalischen Instrumenten zu gebrauchen, mit 5 Stimmen componis (Hamburg, 1619).